# Древолазовые
Древолазовые (лат. Dendrocolaptinae) — подсемейство певчих птиц отряда воробьиных, лесных или кустарниковых птиц, приспособившихся лазать по стволам деревьев и добывать пищу в складках коры и трещинах древесины.   
В Красную книгу МСОП внесены 50 видов и подвидов древолазовых.  

## Описание
Подсемейство древолазовых насчитывает 13 родов и около 50 видов. Поведением и строением похожи на пищух и дятлов. Длина от 14 см у долотоклювого древолаза до 37 см у длинноклювого древолаза. Представители родов древолазовых отличаются формой, длиной и окраской клюва (от короткого и прямого до тонкого, серповидного, достигающего до трети длины тела). Окраска оливково-бурая или рыжевато-коричневая, часто с тёмными и светлыми пятнами или полосами на голове, шее и нижней стороне тела. Внешне самки практически не отличаются от самцов. Перья хвоста жёсткие, их вершины заострены и загнуты книзу, над ними иглами выдаются вершины уплощённых стержней. Ноги древолазовых короткие, пальцы длинные с резко загнутыми острыми когтями.  
Большинство древолазовых разыскивают пищу (мелких пресмыкающихся, земноводных и членистоногих) на ветвях и стволах деревьев, передвигаясь по спирали снизу вверх при помощи цепких лап и хвоста.   

## Размножение
Гнёзда древолазовых укрыты в дуплах или полостях среди густых листьев деревьев. В кладке обычно 2, реже 3 яйца. Насиживают около 15 суток, птенцы остаются в гнезде около 19 суток.   

## Список родов
- Campylorhamphus W. Bertoni, 1901 — Пищухоклювые древолазы, или Косоклювы
- Deconychura Cherrie, 1891 — Длиннохвостые древолазы
- Dendrexetastes Eyton, 1851 — Табачногрудые древолазы
- Dendrocincla G.R. Gray, 1840 — Дятловые древолазы
- Dendrocolaptes Hermann, 1804 — Настоящие древолазы
- Drymornis Eyton, 1852 — Саблеклювые древолазы, или Саблеклювы
- Glyphorynchus Wied-Neuwied, 1831 — Долотоклювые древолазы
- Hylexetastes P.L. Sclater, 1889 — Красноклювые древолазы
- Lepidocolaptes Reichenbach, 1853 — Чешуйчатые древолазы
- Nasica Lesson, 1830 — Длинноклювые древолазы
- Sittasomus Swainson, 1827 — Поползневые древолазы
- Xiphocolaptes Lesson, 1840 — Меченосые древолазы
- Xiphorhynchus Swainson, 1827 — Мечеклювые древолазы, или Мечеклювы
- Dendroplex Swainson, 1827